# Thierry Ottavy
Thierry Ottavy, né le 9 février 1972 à Ajaccio, est un footballeur français international de beach soccer.

## Biographie

### Carrière de footballeur amputée
Thierry Ottavy se forme en tant que footballeur au Gallia puis à l'AC Ajaccio. En 1993, promu en National 3, cet attaquant de 21 ans est victime d'une double fracture de la jambe lors de la première journée face à Hyères. Il reste au club jusqu'en 1995.
Il joue également au football à 11 en Corse, dans le club de l'AF Ajaccio[réf. nécessaire]. 

### Beach soccer
Ottavy se relance alors au Gazelec Ajaccio. Il y rencontre Pascal Olmeta, qui le présente à Éric Cantona, sélectionneur de l'équipe de France de beach soccer au début des années 2000.
Thierry Ottavy fait partie de l'équipe de France championne d'Europe 2004 et du monde en 2005. En finale, c'est lui qui marque le tir au but décisif qui offre le titre mondial à la France.
En 2010, Ottavy pense à prendre sa retraite des terrains et déclare « Je dis à chaque fois que cette saison est la dernière mais Canto me rappelle et je rempile ». En 2011, Thierry Ottavy intègre le staff technique de l'équipe de France, en tant qu'entraineur adjoint.
Il est ensuite membre du staff de l'Association beachsoccer Ajaccio, radié en 2018.

### Reconversion
En 2004, Thierry Ottavy ouvre le premier complexe de foot à 5 en France, situé en Corse , nommé le Temple du football. 

## Statistiques
Thierry Ottavy joue quatre Coupes du monde de beach soccer, de 2005 à 2006, avec l'équipe de France et prend part à vingt matchs pour quinze victoires.